# Arria Marcella
Arria Marcella est une nouvelle fantastique de Théophile Gautier publiée pour la première fois le 1er mars 1852 et sous-titrée Souvenir de Pompéi dans la Revue de Paris. Puis, dans Le pays, 24-28 août 1852. Gautier l'a recueilli dans Un trio de romans, Victor Lecou, 1852, et dans Romans et contes, Charpentier, 1863.

## Résumé
On est au XIXe siècle. Trois jeunes amis, Max, Fabio et Octavien, visitent les ruines de Pompéi. Le plus jeune des trois, Octavien, lors d'une visite au Musée archéologique national de Naples, aperçoit la silhouette du sein d'une jeune femme à jamais prisonnière de la cendre. Le soir, après un dîner bien arrosé, Octavien retourne seul dans la ville antique. Il se rend compte qu'il se promène dans la Pompéi antique, sur laquelle ne sont jamais passées les cendres et la lave du Vésuve. La ville vit et les habitants, dont l'accueillant Rufus Holconius, se rendent tous au théâtre. Il voit de loin une femme et reconnait celle qu'il avait vue au musée. Une des servantes de cette femme vient voir Octavien et lui dit que sa maîtresse veut le voir. Une fois qu'il est arrivé chez Arria Marcella, il ouvre un sarcophage où il trouve la femme dont il avait vue le sein, puis elle disparaît en cendres. Il s'évanouit. Max et Fabio retrouvent leur ami dans une maison de Pompéi.

## Analyse
La nouvelle évoque les contes d'Hoffmann, écrivain pour lequel Théophile Gautier ne cache pas son admiration. Elle a pu inspirer la nouvelle Gradiva de Wilhelm Jensen, récit fantastique dont l'action se déroule également à Pompéi, et dont le narrateur raconte ses rêves inspirés par cette ville autrefois ensevelie sous les cendres.

## Cadre spatio-temporel
L'histoire de Gautier se déroule dans la ville de Pompéi au Xe siècle. La ville antique est donnée à voir au lecteur grâce à nombre de détails réalistes. L'auteur s'applique à enrichir ses descriptions du lieu de détails réels, trouvant actuellement leur place à Pompéi afin d'ancrer le lecteur dans la réalité et mieux introduire les événements fantastiques à suivre. Ainsi, sont donnés le nom des maisons « la maison du taureau de bronze », « la maison du Faune », une mosaïque encore présente à Pompéi est décrite « un molosse de Laconie, exécuté à l'encaustique et accompagné de l'inscription sacramentelle : Cave canem ». De plus, l'action se déroulera dans la Villa de Diomède, visible à Pompéi Regio IV, emplacement 16

## Relations avec l'au-delà
La politesse comme mode d'introduction au fantastique . Octavien rencontre un premier personnage, Rufus Holconius qui l'accueille avec bienveillance dans sa demeure et se propose de lui servir de guide dans ses déambulations futures dans les rues de Pompéi. Cette rencontre uchronique permet d'ancrer le personnage d'Octavien dans l'au-delà et créer un commerce avec celui-ci. Ainsi, cette introduction polie laissera place à d'autres scènes de la vie quotidienne (une comédie jouée au théâtre), d'autres personnages (un domestique allant faire ses courses) qui ne sembleront pas morts de façon « substantielle » mais victimes d'un « dérangement du temps ». Ainsi, c'est finalement l'au-delà qui se montre poli avec le personnage réel et qui l'invite à entrer dans son monde.
Toutes les rencontres ne se font pas de la même manière, une fois cette introduction polie faite, le personnage féminin d'Arria Marcella est beaucoup plus direct. Ainsi, lorsqu'après la représentation théâtrale, la servante commise aux plaisirs de sa maitresse demande à Octavien de la suivre « ma maitresse vous aime, suivez-moi », Octavien, épris de la jeune femme, ne peut que la suivre jusqu'à la chambre à coucher de cette maitresse qui, sans un mot, lui fait signe « de s'asseoir à côté d'elle sur le biclinium » pour finalement annoncer le thème de la mort et de l'amour, présents dans cette nouvelle, par cette phrase : « On n'est véritablement morte que quand on n'est plus aimée ».

## Publications
Liste non exhaustive.
- Théophile Gautier, « Contes et récits fantastiques », éd. Le Livre de poche, n°6895, pages 329 à 371.